# Taufbecken (Pontpoint)

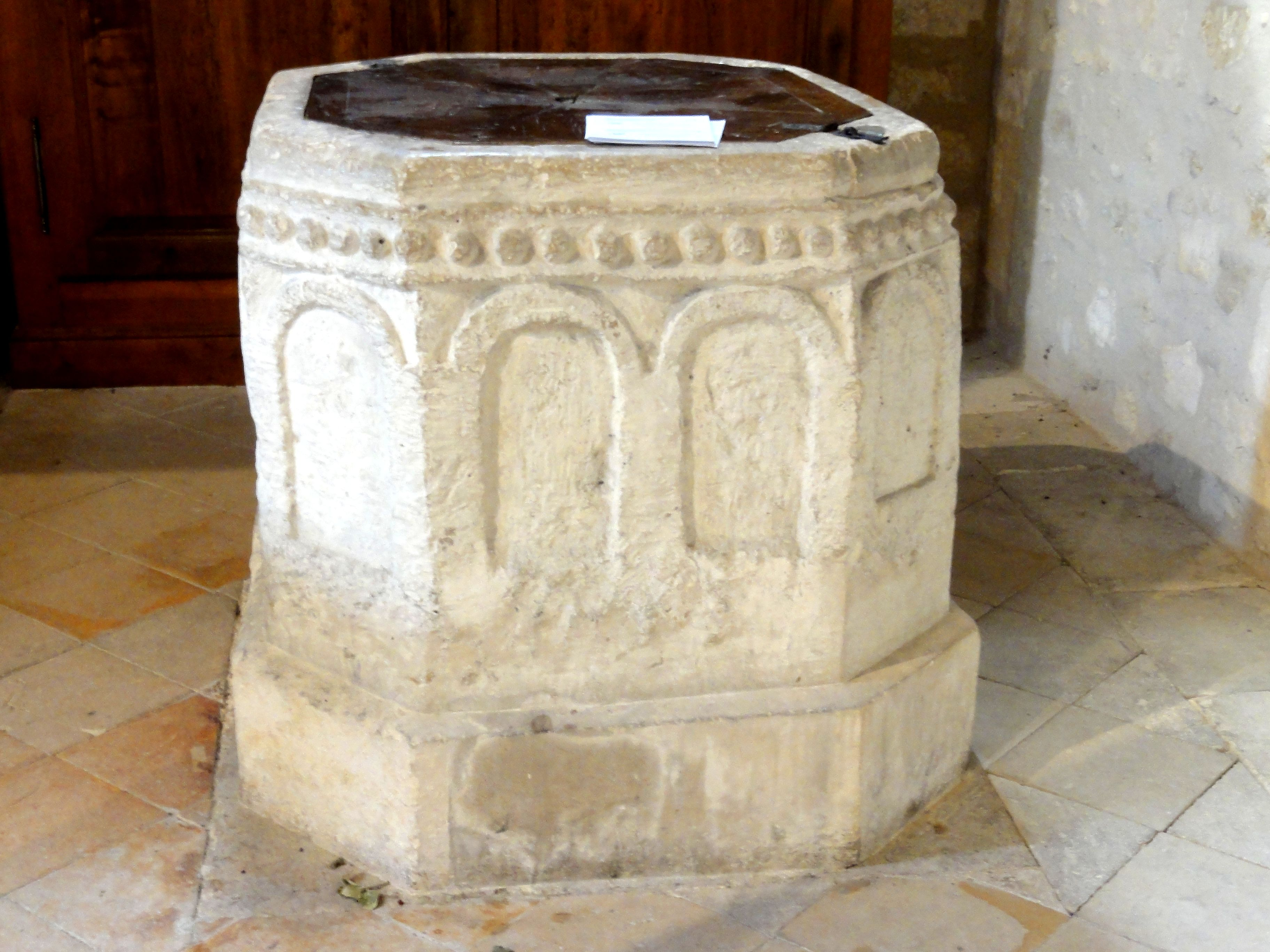
Taufbecken in Pontpoint

Das Taufbecken in der katholischen Pfarrkirche St-Gervais in Pontpoint, einer französischen Gemeinde im Département Oise in der Region Hauts-de-France, wurde im 12. Jahrhundert geschaffen. Im Jahr 1902 wurde das romanische Taufbecken als Monument historique in die Liste der geschützten Objekte (Base Palissy) in Frankreich aufgenommen.
Das 93 cm hohe Taufbecken aus Kalkstein steht auf einem achteckigen Sockel, der mit dem achteckigen Becken aus einem Steinblock gearbeitet wurde. Das Becken ist oben mit einem Fries und darunter mit rundbogigen Arkaden geschmückt. 